# Vitaliano Visconti
Vitaliano Visconti (Milán, 1618 - Monreale, 7 de septiembre de 1671) fue un cardenal italiano.
Doctorado en leyes por la universidad de Bolonia, fue sucesivamente gobernador de Fano, Spoleto, Viterbo y Perugia. 
En 1657 fue enviado a España en misión diplomática para hacer entrega a los reyes Felipe IV y Mariana de Austria de la fascie benedette con motivo del nacimiento del príncipe Felipe Próspero de Austria; de regreso en Roma fue nombrado auditor del tribunal de la Rota Romana. Tras haber ejercido como datario de la delegación pontificia ante la corte de París, en 1664 regresó a España en calidad de nuncio apostólico, donde se mantuvo hasta 1668.
Creado cardenal in pectore en el consistorio del 15 de febrero de 1666, recibió el capelo y el título de Santa Inés Extramuros en marzo de 1667. En 1670 fue transferido al arzobispado de Monreale, en Sicilia, donde murió al año siguiente a los 53 de edad siendo enterrado en la catedral de dicha ciudad.
| Predecesor: Carlo Bonelli | Nuncio apostólico en España 1664 - 1668 | Sucesor: Federico Borromeo |